# Boyle
Boyle je priimek več znanih oseb:
- Danny Boyle (* 1956), angleški režiser
- Kay Boyle (1902—1993), ameriška pisateljica
- Lara Flynn Boyle (*1970), ameriška igralka
- Peter Boyle (1935—2006), ameriški igralec
- Robert Boyle (1627—1691), angleški fizik in kemik
- Robert William Boyle (1883—1955), kanadski fizik
- Susan Boyle (*1961), škotska pevka
- Tom Coraghessan Boyle (*1948), ameriški pisatelj
- Willard Sterling Boyle (1924—2011), kanadski fizik, nobelovec